# Brünnelgraben
Der Brünnelgraben ist ein etwa drei Kilometer langer Landgraben im Stadtgebiet von Nürnberg.

## Verlauf
Der Brünnelgraben entspringt etwa 700 Meter nordwestlich der Anschlussstelle Nürnberg-Münchener Straße an der Südseite der A 73 im Wald. In etwas geschlängeltem Lauf zieht er durchweg west- bis nordwestwärts, wechselt bald auf die Nordseite der Autobahn und zieht danach auf einem Abschnitt am Südrand der Bebauung des Stadtteils Falkenheim entlang.
Nachdem er dort den Ludwig-Donau-Main-Kanal gekreuzt hat, fließt er in einer baumfreien Leitungstrasse weiter und kreuzt dieselben Autobahn noch einmal an der Südwesttangente. Wieder im Wald, passiert er zwei Teiche am rechten Ufer und fließt dann, etwa 900 Meter nördlich des Föhrenbuck-Gipfels und etwa 200 Meter südlich der Anlegestelle am Europakai, gegenüber den Baulichkeiten des Hafens in den Main-Donau-Kanal ein.
Der Brünnelgraben mündet nach etwa 3,0 km langem Lauf mit mittlerem Sohlgefälle von rund 7 ‰ etwa 22 Höhenmeter unterhalb seines Ursprungs nach heutiger topographischer Karte.
Ältere topographische Karten zeigen einen Ursprung gut 800 Meter weiter östlich an der Trasse der B 8, mit allerdings teilweise aussetzendem Lauf. Der Unterlauf wurde beim Bau des Main-Donau-Kanal und des Hafens von Nürnberg um etwa 600 Meter verkürzt, zuvor mündete der Brünnelgraben von links und gegenüber dem damals noch ländlichen Maiach in den Schwarzengraben, dessen Lauf heute ebenfalls schon am Kanal endet. 